# Zalípie
Zalípie (en rus: Залипье) és un poble del krai de Krasnoiarsk, a Rússia, segons el cens del 2010 tenia 467 habitants. Pertany al districte municipal d'Àban.